# Springfield (New York)
Springfield je město v Otsego County v americkém státě New York. V roce 2000 zde žilo 1350 obyvatel. Springfield má rozlohu 117,7 km2, z toho 6,4 km2 je vodní plocha.